# Andrena ventralis
Andrena ventralis är en art i insektsordningen steklar som tillhör överfamiljen bin och familjen grävbin.

## Beskrivning
Ett ganska litet, 8 till 9 mm långt bi med svart ovansida, vithåriga sidor och en bakkropp som är röd på undersidan. Honan har svart huvud och mellankropp, medan hanen har samma kroppsdelar ljusgrå. Honan har dessutom smala, vita bakkanter på tergiterna, bakkroppssegmenten.

## Ekologi
Andrena ventralis lever på dammvallar, sand- och grustag och ibland i samhällen. Den är specialiserad på att samla pollen från videväxter, även om den också kan besöka rosväxter. Flygtiden varar från slutet av mars till maj. Bona, som grävs på mer eller mindre obevuxen mark, kan parasiteras av gökbiet mogökbi (Nomada alboguttata) vars larv äter upp sandbiets ägg och lever på det insamlade pollenet.

## Utbredning
Biet finns i Europa mellan 40° och 58°N, företrädesvis i låglänta områden under 400 m. Arten finns i Baltikum, men saknas i Skandinavien och Brittiska öarna.